# Caroline Forbes
Caroline Forbes è un personaggio immaginario della serie di romanzi Il diario del vampiro, creata dalla scrittrice Lisa J. Smith.

## Romanzi
Caroline è amica di Elena sin dall'asilo e sono sempre state bonariamente in competizione. Dalle scuole superiori, però, è diventata aspra e ha preso la loro rivalità più seriamente. È una ragazza competitiva, capricciosa ed egoista, malefica e vendicativa, pronta a tutto pur di ottenere ciò che vuole. Ha un fratello minore, Daniel, e il suo secondo nome è Beula.
Con l'inizio del nuovo anno scolastico, Caroline cerca di conquistare il nuovo studente Stefan, ma questi sceglie Elena. Caroline, furiosa, medita di vendicarsi facendosi aiutare dal proprio ragazzo, Tyler, ma il piano viene sventato da Damon. Dopo la morte di Elena, Caroline abbandona la sua rivalità con lei e si riunisce a Bonnie e Meredith, alla quale organizza una festa di compleanno. Durante la serata, però, una forza malvagia uccide una delle invitate. Caroline decide di fingere che non sia successo niente e si trasferisce con la sua famiglia a Heron, ma viene comunque rapita dall'assassino, Klaus, e per essere poi salvata da Bonnie, Meredith e i loro amici. Successivamente, Caroline viene contattata dai kitsune Shinichi e Misao, che le promettono di aiutarla a vendicarsi dei suoi nemici se diffonderà le loro creature, i malach, tra le ragazze della città. Quando viene scoperta, Elena si offre di liberarla dal loro controllo, ma Caroline rifiuta, confessando inoltre di essere incinta di due gemelli, avuti con Tyler. Per giustificare la gravidanza ai suoi genitori, accusa Matt di stupro. Con il trascorrere del tempo, la gravidanza la trasforma gradualmente in un licantropo.
Dopo l'intervento di Elena alla Corte Celestiale, tutto quello che è successo a Caroline dall'arrivo dei kitsune viene annullato, tranne la gravidanza. Riunitasi a Tyler, decide di formare una famiglia con lui e si trasferisce a casa della nonna, che li aiuta a crescere i figli, Brianna e Luke. Con il ritorno di Klaus, Caroline e Tyler vengono da lui ipnotizzati e costretti a bruciare il frassino bianco benedetto che potrebbe distruggere il vampiro. Incontrati di nuovo gli ex-amici, ne approfittano per chiedere scusa per il loro comportamento dell'ultimo anno e lasciano Fell's Church. In seguito, Elena torna nel passato, ai tempi del liceo, per cambiare il proprio destino ed evitare di morire. Cercando di tornare ad essere amica di Caroline, spinge Stefan a stare con lei, ma la ragazza preferisce cercare di ferirla interessandosi a Matt. Quando Elena torna infine al presente, non viene rivelato come sia stata cambiata la vita di Caroline.

## Serie TV

### Casting e interpretazione
Nella serie TV tratta dai romanzi, The Vampire Diaries, Caroline è stata interpretata da Candice Accola.

### Caratterizzazione e sviluppo
Nel copione originario del primo episodio, il suo nome era Caroline Truitt. L'attrice Candice Accola la definì "fraintesa", spiegando che se non era il personaggio più gentile doveva esserci un motivo, e che non pensava prima di parlare, il che le conferiva "qualità comiche naturali". Durante la seconda stagione, Caroline diventa un vampiro e, da insicura e desiderosa di attenzione, diventa più eroica. Accola disse che definire quest'esperienza "traumatica" per Caroline sarebbe stato "un eufemismo. È cambiato il suo rapporto con la sua famiglia, i suoi amici, ma soprattutto il rapporto che ha con se stessa. È dovuta diventare molto consapevole di cosa è capace e di come sia capace di ferire altre persone. [...] Deve guardare le cose da una prospettiva molto più grande. Deve fare e parlare e prendere decisioni per proteggere coloro che ama. [...] Penso che Caroline sia appena cresciuta molto". Spiegando questa scelta, il produttore Kevin Williamson dichiarò: "Una delle cose con cui abbiamo lottato io e Julie lo scorso anno sono stati i personaggi di supporto. Tutti sembravano prendere di mira il triangolo amoroso e chiunque fosse coinvolto con il mondo soprannaturale aveva un sacco di storia. Abbiamo faticato a includere nella storia qualsiasi essere umano all'oscuro. Vogliamo gli esseri umani nello show, ma avevamo bisogno di un elemento che avrebbe coinvolto gli altri personaggi di supporto". Julie Plec aggiunse: "Caroline potrebbe morire in qualsiasi episodio – è condannata. È assolutamente, fondamentalmente condannata dalla definizione della propria personalità e dalla sua vita. Sua mamma è nel consiglio ed è lo sceriffo. [Caroline] è anche un'impicciona nevrotica e gelosa che fa sempre qualcosa di inappropriato e Damon non ha intenzione di fare i conti con lei – quindi è condannata. [...] Crediamo davvero che questo personaggio abbia una lunga durata". Accola disse ad Alloy Entertainment che "quando la serie iniziò, quello che avevo sempre immaginato per Caroline è che sarebbe stata colei che non avrebbe mai lasciato la città in cui era cresciuta. [...] E la prima persona a cambiare questo modo di pensare è stato Klaus", tuttavia era stato "bello vedere Caroline evolvere, diventare più sicura di sé e più forte".

#### Relazioni
Una delle relazioni più significative di Caroline è quella con Klaus, insieme al quale forma i "Klaroline", vincitori di diversi premi come miglior coppia televisiva.

### Storia
Caroline è amica di Elena sin dalle elementari e considera Bonnie la sua migliore amica, nonostante sappia del forte legame che la unisce ad Elena. Sua madre Liz è lo sceriffo di Mystic Falls, mentre suo padre Bill, scopertosi gay, è andato via di casa. Sogna di fare giornalismo televisivo. Loquace, superficiale e molto interessata ai ragazzi e non si fa mai gli affari suoi, non sa mantenere i segreti e rovina i rapporti con chiunque ; è anche insicura, nevrotica e maniaca del controllo, oltre che molto orgogliosa. Il suo comportamento gioviale spesso aiuta i suoi amici a vedere il lato positivo delle situazioni e a sorridere anche quando le cose si mettono male. È vicepresidentessa del Consiglio degli Studenti e capo del comitato di ballo della scuola. Fan di Rossella O'Hara, cerca di imitarla.
Caroline rimane affascinata dal nuovo studente Stefan e cerca di conquistarlo, ma, rifiutata apertamente, inizia una relazione con Damon, che la utilizza solo come fonte di sangue. Una sera rimane coinvolta in un incidente stradale, ricoverata ed operata d'urgenza, perciò le sue amiche chiedono a Damon di darle del sangue per velocizzare la guarigione, così, quando la ragazza viene uccisa da Katherine, si trasforma in un vampiro. Inizialmente fuori controllo a causa della sete, con l'aiuto di Stefan, che diventa il suo migliore amico, impara a contenersi. Sua madre, che per anni è stata a caccia di vampiri, inizialmente la rinnega, per poi accettare la sua nuova natura. Intanto si avvicina a Tyler per aiutarlo a superare le trasformazioni in licantropo e i due cominciano a frequentarsi. Il ragazzo viene trasformato in ibrido da Klaus, che si interessa a lei rovinando la sua relazione con Tyler. Klaus le promette di scomparire se sarà sincera su ciò che prova per lui, e i due finiscono per copulare. Inoltre Caroline capisce di provare dei forti sentimenti per Klaus ma è costretta a reprimerli per il giudizio dei suoi amici. Mentre sua madre muore per un cancro incurabile, Caroline si innamora di Stefan, che tuttavia è riluttante ad ammettere di ricambiarla, così la vampira spegne le proprie emozioni, credendo che non ci siano sentimenti che valga la pena di mantenere; in seguito, quando lui si dichiara, cominciano ad uscire insieme, finché la giovane non scopre che le figlie di Alaric sono state trasferite nel suo grembo con la magia per essere protette. Dopo averle partorite, Caroline si affeziona alle bambine, Josie e Lizzie, e aiuta Alaric ad occuparsene, mentre Stefan si allontana da lei comprendendo il legame che ormai la lega a loro. Nell'arco di tre anni, la ragazza diventa giornalista per un'emittente televisiva e si fidanza con Alaric. Questi però, consapevole che lei non lo ama, la spinge a dare a Stefan una seconda possibilità. Quando Bonnie inietta al ragazzo la cura per il vampirismo, egli le chiede di sposarlo, promettendole che passerà la sua vita mortale al suo fianco, pur essendo consapevole che invecchierà, al contrario di lei. Nel giorno delle nozze, dopo la cerimonia, Katherine cerca di distruggere Mystic Falls e Stefan spinge Caroline a lasciare la città e a mettersi in salvo con Alaric e le bambine, mentre lui decide di morire insieme a Katherine salvando la città. Dopo alcuni anni, Caroline e Alaric trasformano la tenuta dei Salvatore in una scuola per bambini con poteri come Josie e Lizzie, la "Salvatore Boarding School".
Caroline riappare in The Originals, dove aiuta Klaus a superare delle difficoltà. Nel finale di stagione, i due passano le ultime ore di Klaus insieme, girando per le strade di New Orleans come le era stato promesso in futuro da lui, successivamente si dicono addio baciandosi e Caroline gli promette che non lo dimenticherà mai e che lui come le aveva promesso è stato il suo ultimo amore.

## Accoglienza
Il sito TV Fanatic elesse Caroline personaggio peggiore della prima stagione televisiva, spiegando che "è gentile e carina, ma non è un vampiro. Non è un licantropo. È solo una sorta di piacere per gli occhi degli spettatori maschi". Fu però molto sorpreso dalla trasformazione della ragazza in un vampiro nella seconda stagione, che la rese traboccante di fiducia in se stessa, aggiungendo nuova vita al suo personaggio. Caroline venne poi scelta come personaggio migliore della terza stagione. Il sito giudicò la sua perdita di umanità nella sesta stagione "benvenuta", dicendo che era bello vedere Caroline "meno balbuziente e più grintosa".